# Escuts i banderes de la Plana d'Utiel-Requena
Els escuts i banderes de la Plana d'Utiel-Requena són el conjunt de símbols que representen els municipis d'aquesta comarca.
En aquest article s'hi inclouen els escuts i les banderes oficialitzats per la Generalitat Valenciana i els que se van aprovar per l'administració de l'Estat abans de les transferències a la Generalitat Valenciana, així com altres que no han estat oficialitzats.

## Escuts oficials

Escut de Camporrobles Modificat el 13 d'abril de 1993.
Escut de Fuenterrobles Aprovat el 26 de novembre de 1986.
Escut de Sinarques[a] Aprovat el 28 de maig de 1987.
Escut d'Utiel Rehabilitat el 24 de febrer de 2003.
Escut de Venta del Moro Modificat el 10 de desembre de 2004.
Escut de Villargordo del Cabriel Aprovat el 1 de desembre de 1993.
Escut de Xera Aprovat el 24 de febrer de 1995.

Nota
1. ↑  La versió en ús per l'ajuntament té corona reial oberta al timbre, i no tancada, que és la que especifica el blasonament oficial.

## Escuts sense oficialitzar

Escut de Caudete de las Fuentes
Escut de Requena

## Banderes oficials

Bandera de Fuenterrobles Aprovada el 21 de maig de 1998.
Bandera de Villargordo del Cabriel Aprovada el 1 de desembre de 1993.

### Estendards

Estendard de Fuenterrobles Aprovat el 14 de juliol de 1998.

## Banderes no oficials

Bandera de Requena
Bandera d'Utiel